# East of the night
East of the night is een studioalbum van Stephan Micus. Het was zijn laatste album voor JAPO Records, voordat hij doorschoof naar het hoofdlabel ECM Records. Het album is opgenomen in de Tonstudio Bauer te Ludwigsburg.

## Musici
- Stephan Micus – gitaar (10- en 14-snarig), shakuhachi

De gitaren waren speciaal voor Micus ontworpen en gebouwd door Manuel Diaz uit Granada.

## Muziek
| Nr. | Titel             | Duur  |
| --- | ----------------- | ----- |
| 1.  | East of the night | 25:25 |
| 2.  | For Nobuko        | 22:10 |